# スティーヴン・マルコム
スティーヴン・マルコム（Stephen Malcolm、1970年5月2日 - 2001年1月28日）は、ジャマイカの元サッカー選手。元ジャマイカ代表。ポジションはディフェンダー。

## 来歴
1995年にジャマイカ代表デビュー。1998 CONCACAFゴールドカップにも出場、4位となった。1998 FIFAワールドカップ・北中米カリブ海予選・最終予選では9試合に出場、史上初のワールドカップ出場権を獲得した。1998 FIFAワールドカップでは2試合に出場した。2001年までに72試合に出場、3得点をあげた。

## 代表歴

### 出場大会
- ジャマイカ代表
  - 1998 FIFAワールドカップ

### 試合数
- 国際Aマッチ 72試合 3得点（1995年-2001年）[1]

| ジャマイカ代表 | 国際Aマッチ | 国際Aマッチ |
| 年             | 出場        | 得点        |
| -------------- | ----------- | ----------- |
| 1995           | 9           | 0           |
| 1996           | 8           | 2           |
| 1997           | 25          | 1           |
| 1998           | 11          | 0           |
| 1999           | 6           | 0           |
| 2000           | 12          | 0           |
| 2001           | 1           | 0           |
| 通算           | 72          | 3           |